# عين قانا
عين قانا هي إحدى القرى اللبنانية من قرى قضاء النبطية في محافظة النبطية.

## الموقع
تقع بلدة عين قانا في جنوب لبنان قضاء النبطية يحدّها شمالاً جباع وكفرفيلا وشرقاً عين بوسوار وجنوباً حومين الفوقا، وغرباً صربا
تتميّز بقربها الجغرافي من النبطية، وصيدا، وجزين، وهي ذات طبيعة جبلية رائعة، وهي غنية بينابيعها المميزة.
على طريق عين بوسوار جباع وإلى اليسار منه، تتوقف قليلاً لتتمتع برؤية سقوف منازل عين قانا كأنك تشاهدها من السماء، فترى أزقّتها وناسها وتلالها وأحيائها في منظر جميل ورائع.

## سكان البلدة
يصل عدد سكان البلدة إلى ما يقارب 6000 نسمة بمن فيهم القاطنين في العاصمة بيروت وعدد الناخبين 2940 (لوائح الشطب لعام 1996) أما عدد وحداتها السكنية فيبلغ حوالي 2000 وحدة. ترتفع عن سطح البحر 680 م وتبعد عن النبطية 17 كلم، وعن العاصمة 66 كلم. ومساحتها العقارية 5500 دونم.

## التسمية
في لسان العرب: القان هو شجر من شجر الجبال، واحدته قانة. «وقانة» هي أيضاً اسم لإله فرعوني، ويقال أنه على نصب في المتحف البريطاني تظهر آلهة فرعونية تدعى قانا على ظهر أسد. وفي «المعجم» قال أنيس فريحة: Inqenna عين العش، أو Qane المالك، وهناك احتمال أن يكون تحريف Qanya القصب. فيكون معنى الاسم العين المملوكة المقتناة.

## آثارُها
مغاور ومعاصر قديمة العهد في منطقة «بربرايا» جنوب عين قانا وتعود إلى عصر الرومان والبيزنطيين. منطقة «الحصن» حيث يوجد على قمة التلّة المعروفة بهذا الاسم بقايا بناء ضخم قديم العهد.
وفي منطقتي «الجنجلة» و«السعدونية»، آثار معاصر زيت وأجرانٍ وأوانٍ من الحجم الكبير وبعض المغاور وبئر منحوتة في الصخر.

## عين قانا: قرية وتاريخ
في العام 2000، أنجز الأستاذ صافي عبد المرتضى حبحاب كتابه (عين قانا قرية وتاريخ) تناول فيه تاريخ منطقة إقليم التفاح عموماً وتاريخ
عين قانا خصوصاً مزوّداً كتابه بدراسة تفصيلية عن أحوال القرية الاجتماعية والاقتصادية والسياسية والدينية، وجاء كتابه مفهرساً ومنظماً وغنياً
بالمعلومات والفائدة ومزداناً بالصور الفوتوغرافية التي التقط معظمها عدسة المصور علي عبد الكريم رزق، ولا يزال كتابه مرجعاً للتعرف إلى أحوال وتفاصيل بلدة عين قانا.

## الحالة العلمية والاجتماعية والثقافية

### المدارس
بدأ التعليم في بلدة عين قانا في كتاتيبها مطلع القرن العشرين الشيخ رشيد محمد سبيتي وزوجته الشيخة زينب إسماعيل قرقماز في منزلهما. ثم الشيخ إبراهيم مروة فالحاج محمد رشيد سبيتي وذلك في جامع البلدة القديم.
وفي العام 1920 م افتتحت مدرسة رسمية في بلدة جباع فانتقل إليها معظم طلاب البلدة. ورغم ذلك كان هناك مدرسون يأتون إليها من القرى المجاورة لتعليم الأولاد الباقين في البلدة ومنهم الشيخ محمد الحلو، الشيخ محي الدين المحمد خلال فترة الاربعينيات.
في العام 1960 م تأسست مدرسة رسمية في عين قانا بمعلم منفرد هو الأستاذ محمد بيطار (النبطية) ثم تولى الإدارة في العام 1965 م الأستاذ وجيه فقيه الذي استمر لغاية العام 1988 م وأعقبه ماجد فقيه.
وكانت أول دفعة من صف السرتفيكا في العام الدراسي 1968/1969 م وأول دفعة من صف البريفيه في العام الدراسي 1978/1979 م.
يوجد مدرسة «المهدي» وهي تابعة للمؤسسة الإسلامية للتربية والتعليم، اعتباراً من العام 1995 م وبإدارة الأستاذ مازن حمزة.

## وصلات خارجية
لمزيد من الإطلاع على أحوال هذه البلدة اللبنانية مراجعة الموقع الرسمي للبلدة